# Hangviller
Hangviller (Duits:Hangweiler) is een gemeente in het Franse departement Moselle (regio Grand Est) en telt 286 inwoners (1999). De plaats maakt deel uit van het arrondissement Sarrebourg-Château-Salins.

## Geografie
De oppervlakte van Hangviller bedraagt 4,6 km², de bevolkingsdichtheid is 62,2 inwoners per km².
De onderstaande kaart toont de ligging van Hangviller met de belangrijkste infrastructuur en aangrenzende gemeenten.

## Demografie
Onderstaande figuur toont het verloop van het inwonertal (bron: INSEE-tellingen).